# Dichochrysa tacta
Dichochrysa tacta är en insektsart som först beskrevs av Navás 1921.  Dichochrysa tacta ingår i släktet Dichochrysa och familjen guldögonsländor. Inga underarter finns listade i Catalogue of Life.